# ハラウ・フラ

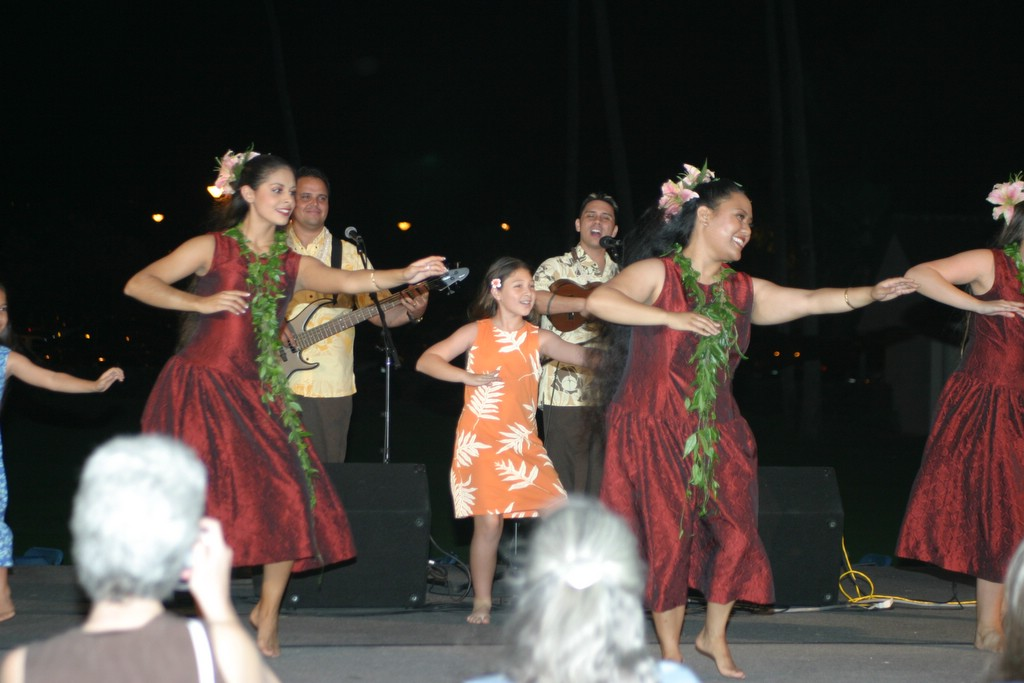
Keali'i Reichelハラウ・フラの公演（マウイ島で、2005年）

ハラウ・フラ（ハワイ語: Hālau hula）は、原音により忠実なカナ表記はハーラウ・フラで、日本語ではしばしばフラ・ハラウと呼ぶのは、フラを教える学校のハワイ語である。ハラウはもともと浜辺に建ててカヌーなどを置く草ぶきの家を指し、フラはハワイの伝統的な踊りである。
ハラウ・フラには師匠のクム・フラ（Kumu Hula）がいて、通常その下にリーダーのポオ・プアア（poʻo puaʻa）、アシスタントのアラカイ（ʻalakaʻi）、踊り手のオラパ（'olapa ）、協力者のコクア（kokua）、生徒のハウマナ（haumana）などの役割がある。

## 参照項目
- ハワイの文化
- フラ